# Arcyptera meridionalis
Arcyptera meridionalis är en insektsart som beskrevs av Ikonnikov 1911. Arcyptera meridionalis ingår i släktet Arcyptera och familjen gräshoppor. Inga underarter finns listade i Catalogue of Life.